# جون وايتنغ
جون وايتنغ (بالإنجليزية: John Whiting)‏ هو عالم إنسان أمريكي، ولد في 12 يونيو 1908، وتوفي في 13 مايو 1999.